# Charles Hamelin
Charles Hamelin, född 14 april 1984 i Lévis, Québec, Kanada, är en kanadensisk skridskoåkare. Han har tre olympiska guldmedaljer från Vancouver 2010 och Sotji 2014, ett silver från Turin-OS 2006 samt tio VM-guld i sin karriär.